# FC Academica Clinceni
Maillots
L'Academica Clinceni est un club roumain de football basé à Clinceni.

## Historique
- 2005 : fondation du club sous le nom CS Buftea, résultant d'une fusion entre Cimentul Fieni et un club de Buftea.
- 2008 : Montée en deuxième division roumaine.
- 2009 : Le maire de Buftea, vend la place en deuxième division au club de Săgeata Năvodari. Les deux clubs échangent leur position, le CS Buftea se retrouve donc en troisième division même si le club a pu éviter la relégation. Il retrouvera la deuxième division deux années plus tard.
- 2012 : le 29 août, le club se fait représenter lors d'un match de Coupe de Roumanie, par ses jeunes de moins de 19 ans, le club perd 31-0 contre ACS Berceni, une défaite record en Roumanie[1].
- 2013 : Le club déménage à Clinceni, et devient le FC Clinceni, il termine sixième de la deuxième division 2012-2013.
- 2014 : Le club déménage à Pitești et se nomme FC Academica Argeș.
- 2015 : Le club se renomme  FC Academica Clinceni après être revenu à Clinceni en juin 2015.
- 2019 : Montée en Liga I après avoir terminé deuxième de deuxième division.
- 2022 : Le club est relégué en deuxième division, mais sera rétrogradé en troisième division pour la saison 2022-2023 à cause de problèmes financiers.

## Palmarès
- Championnat de Roumanie de deuxième division
  - Vice-champion : 2015 et 2019
- Championnat de Roumanie de troisième division
  - Champion : 2012
  - Vice-champion : 2008

## Personnalités du club

### Anciens joueurs
- Mihai Butean (en)
- Armen Karamian
- Artavazd Karamian (en)
- Giani Kiriță
- Artur Pătraș
- Bogdan Pătrașcu
- Adrian Popa
- Cristian Pulhac